# Eldora (Iowa)
Eldora – miasto w Stanach Zjednoczonych, w stanie Iowa, siedziba hrabstwa Hardin. W 2000 roku liczyło 3035 mieszkańców.